# Megarhyssa rixator

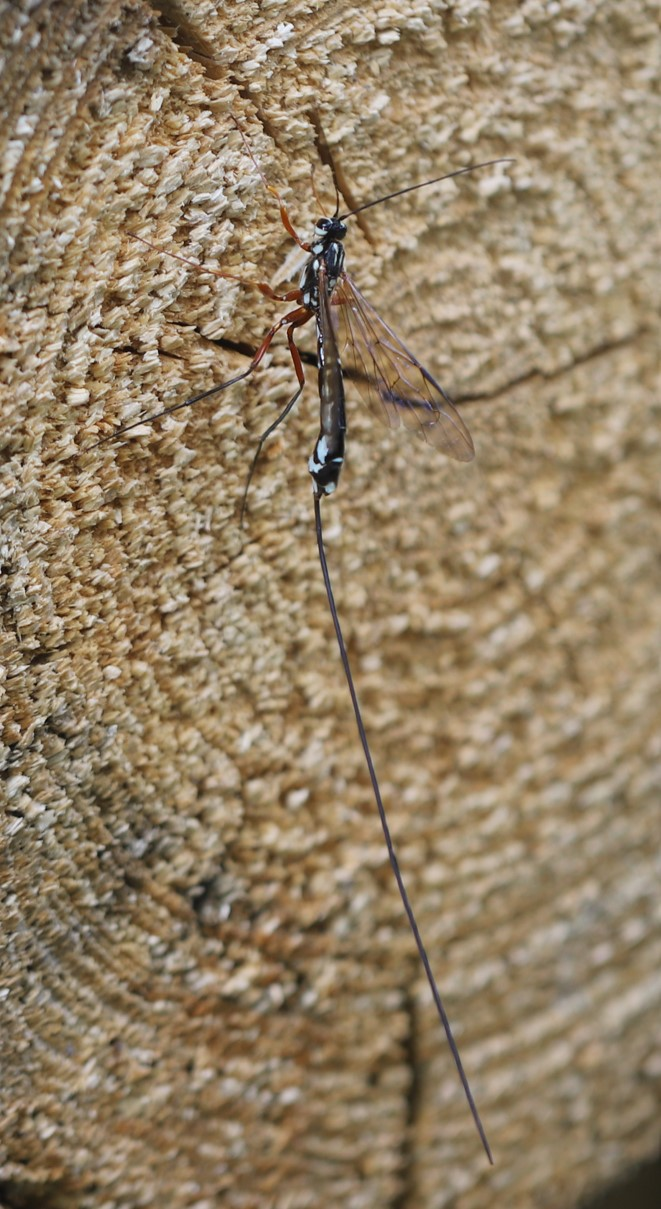
Megarhyssa rixator ♀ in voller Länge

Megarhyssa rixator zählt zu den größten Schlupfwespen Europas. Neben ihr gibt es in Europa noch drei weitere Arten der Gattung Megarhyssa: M. perlata, M. superba und M. vagatoria. Das lateinische Art-Epitheton rixator leitet sich vom Verb rixārī („streiten“, „prügeln“ oder „zanken“) ab.

## Taxonomie
Die Art wurde vom Schweizer Johann Rudolf Schellenberg im Jahr 1802 als Ichneumon rixator erstbeschrieben. Der Schwede Carl Peter Thunberg beschrieb im Jahr 1822 Ichneumon emarginatorius, die lange Zeit als separate Art betrachtet wurde. Klaus Horstmann synonymisierte schließlich die beiden Taxa im Rahmen einer Revision der Gattung Megarhyssa im Jahr 1998.
Synonyme von Megarhyssa rixator sind:
- Megarhyssa emarginatoria (Thunberg, 1822)

## Merkmale
Kopf, Thorax und Hinterleib der lang gestreckten Schlupfwespen sind überwiegend schwarz gefärbt und mit klar abgegrenzten weißlich gelben Flecken und Zeichnungen bedeckt. Die Fühler sind dunkelbraun bis schwarz gefärbt. Die Vorderflügel weisen ein schmales dunkelbraunes Pterostigma sowie ein gattungstypisches dreiecksförmiges Areolet auf.
Für die Weibchen gilt außerdem: Sie sind gewöhnlich etwa 30 mm lang und besitzen etwa 80 mm lange Bohrerklappen (diese entsprechen dem jenseits des Hinterleibsendes sichtbaren Teil des Ovipositors). Damit übertreffen die Bohrerklappen die eigentliche Körperlänge um das 2- bis 2,5-fache. Die Größe der Schlupfwespen kann deutlich variieren. Die Innen- und Außenränder der Facettenaugen sind weißlich gelb gefärbt. Der glatte, flache Clypeus ist vollständig schwarz gefärbt. Über das Mesoscutum (Rückenplatte) verlaufen vier weißlich gelbe Längsstriche. Der Thorax weist zahlreiche weißlich gelbe Flecke auf, darunter ein Scutellarfleck, einen Fleck auf dem Postscutellum sowie mehrere Flecke seitlich am Thorax. Die Tergite des Gasters weisen seitlich weißlich-gelbe Längsflecke auf. Die Flecke auf den Tergiten 3 bis 5 verlaufen häufig über die gesamte Tergitlänge und sind in manchen Fällen mittig eingeschnürt oder zerfallen in zwei Flecke. Die Beine sind überwiegend rot bis rotgelb gefärbt. Die hinteren Tibien und Tarsen sind verdunkelt. 
Die Länge der Männchen liegt gewöhnlich bei etwa 23 mm, ist aber wie bei den Weibchen sehr variabel. Der Kopf weist eine ähnliche weißlich gelbe Färbung auf wie bei den Weibchen. Die Palpen sind rotgelb gefärbt. Auf der Dorsalseite des Thorax befinden sich wie beim Weibchen weißlich gelbe Längsstriche sowie ein Scutellarfleck und ein Fleck auf dem Postscutellum. Unterhalb der Vorderflügelbasis befindet sich ein weißlich gelber Fleck. Der Gaster der Männchen ist meistens vollständig schwarz gefärbt. Die mittleren und hinteren Tergite sind normalerweise stark verlängert und weisen jeweils eine mediane Längsfalte auf. Bei mehreren Megarhyssa-Arten, darunter M. rixator, gibt es außerdem so genannte „Zwergmännchen“. Bei diesen sind die Gastertergite nicht so stark verlängert und weisen keine mediane Längsfalte auf. Die Beine der Männchen sind überwiegend gelb bis rotgelb gefärbt. Die hinteren Tibien und Tarsen sind verdunkelt. Die hinteren Femora sind häufig rotgelb mit einem verdunkelten apikalen Ende. Sie können aber auch fast vollständig verdunkelt ausfallen.

## Ähnliche Arten
Die Weibchen der anderen Megarhyssa-Arten in Europa haben eine abweichende Färbung. Eine Schlupfwespen-Art mit ähnlicher Färbung und ebenfalls mit einem sehr langen Ovipositor ist Rhyssa persuasoria. Die Schlupfwespen dieser Art sind jedoch in der Regel kleiner und sind anhand einer abweichenden Musterung der weißlich gelben Flecke am Thorax leicht zu unterscheiden.

## Verbreitung
Megarhyssa rixator ist in der Paläarktis verbreitet. Das Vorkommen reicht bis in den Fernen Osten Russlands und nach Japan. In Europa erstreckt es sich über Nord-, Mittel- und Osteuropa. Die Art fehlt auf den Britischen Inseln und im südlichen Europa. Aufgrund ihrer Lebensweise findet man die Schlupfwespen hauptsächlich in ursprünglichen Nadelwaldgebieten, beispielsweise in Fennoskandinavien, in den süddeutschen Mittelgebirgen oder in den Alpen. Megarhyssa rixator ist eine meist seltene und nur lokal häufige Art. In Österreich ist sie offenbar großräumig verbreitet.

## Lebensweise
Megarhyssa rixator ist ein idiobionter Ektoparasitoid der Larven der Holzwespen-Gattungen Sirex und Urocerus. Diese entwickeln sich in Nadelhölzern. Bekannte Wirtsarten sind die Gemeine Holzwespe (Sirex juvencus) (hauptsächlich an Kiefern) und die Riesenholzwespe (Urocerus gigas) (hauptsächlich an Fichten). Die anderen Megarhyssa-Arten in Europa parasitieren im Gegensatz zu M. rixator in Laubhölzern lebende Holzwespen. Die Holzwespen-Weibchen bohren ihre Eier mit Hilfe ihres Legebohrers in das Holz absterbender Bäume. Dabei wird auch ein Pilz injiziert, welcher das Holz „vorverdaut“, so dass es für die Holzwespenlarve als Nahrung nutzbar ist. Die Schlupfwespen können diesen Pilz mit Hilfe ihrer empfindlichen Riechorgane wahrnehmen und finden so die Holzwespenlarven. Mit Hilfe des langen Legebohrers wird die Holzwespenlarve zuerst gelähmt und anschließend ein Ei neben diese platziert. Charakteristisch für die Weibchen von Megarhyssa rixator sind stark aufgeblähte Intersegmentalhäute am Hinterleibsende, die während der Eiablage sichtbar sind. Der Vorgang der Bohrung und der anschließenden Eiablage kann mehr als eine halbe Stunde dauern. Die Schlupfwespenlarve frisst die Wirtslarve. Die Entwicklung der Larve dauert etwa ein Jahr. Schließlich verpuppt sie sich. Die Schlupfwespen beobachtet man in den Monaten Mai und Juni, hauptsächlich Ende Mai. Die Männchen erscheinen vor den Weibchen. Die Männchen passen die Weibchen schon an deren Ausschlüpföffnung ab. Sie stecken dabei ihren Hinterleib in die Öffnung, um das Weibchen beim Verlassen des Lochs zu begatten.

## Bilder

### Männchen

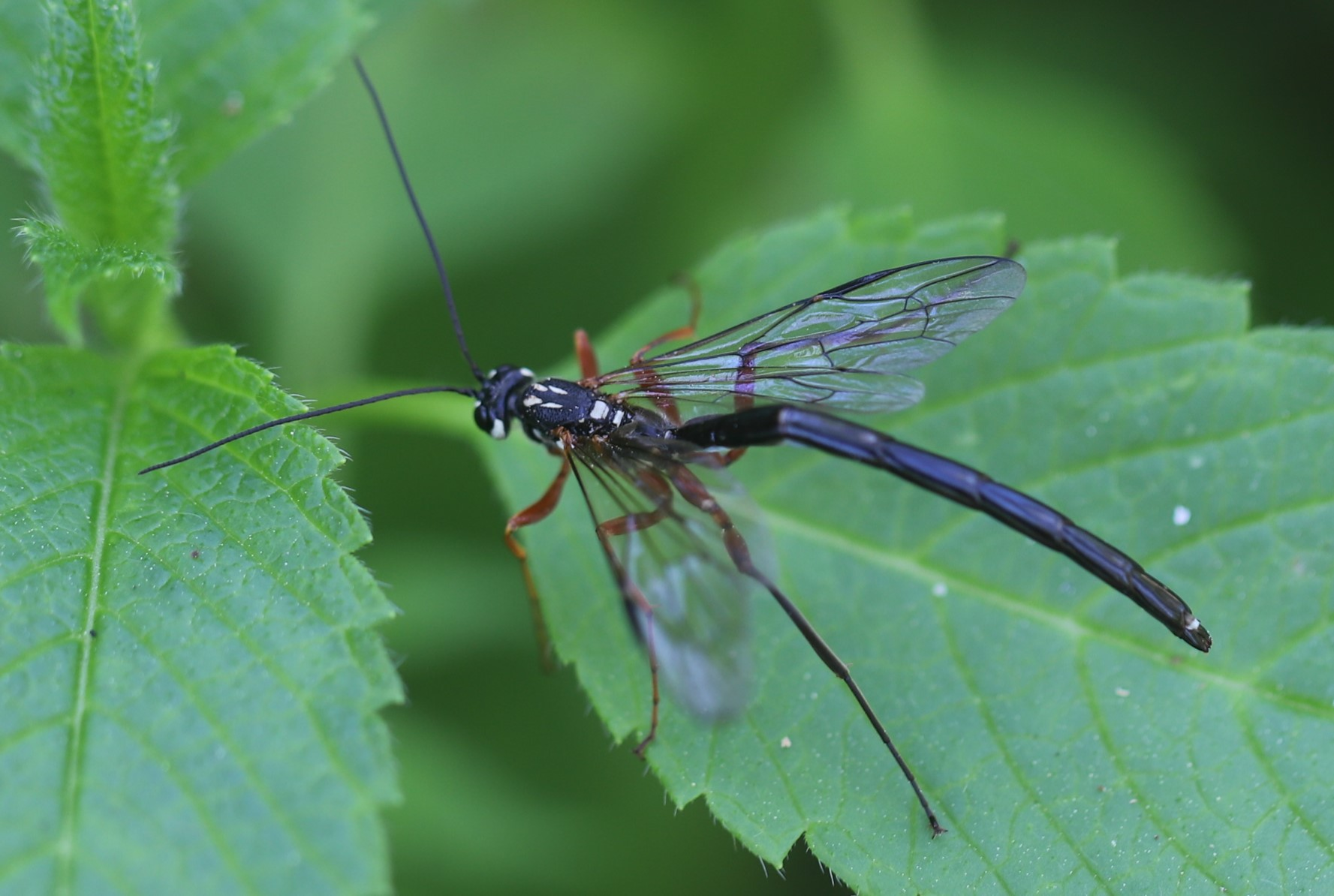
♂
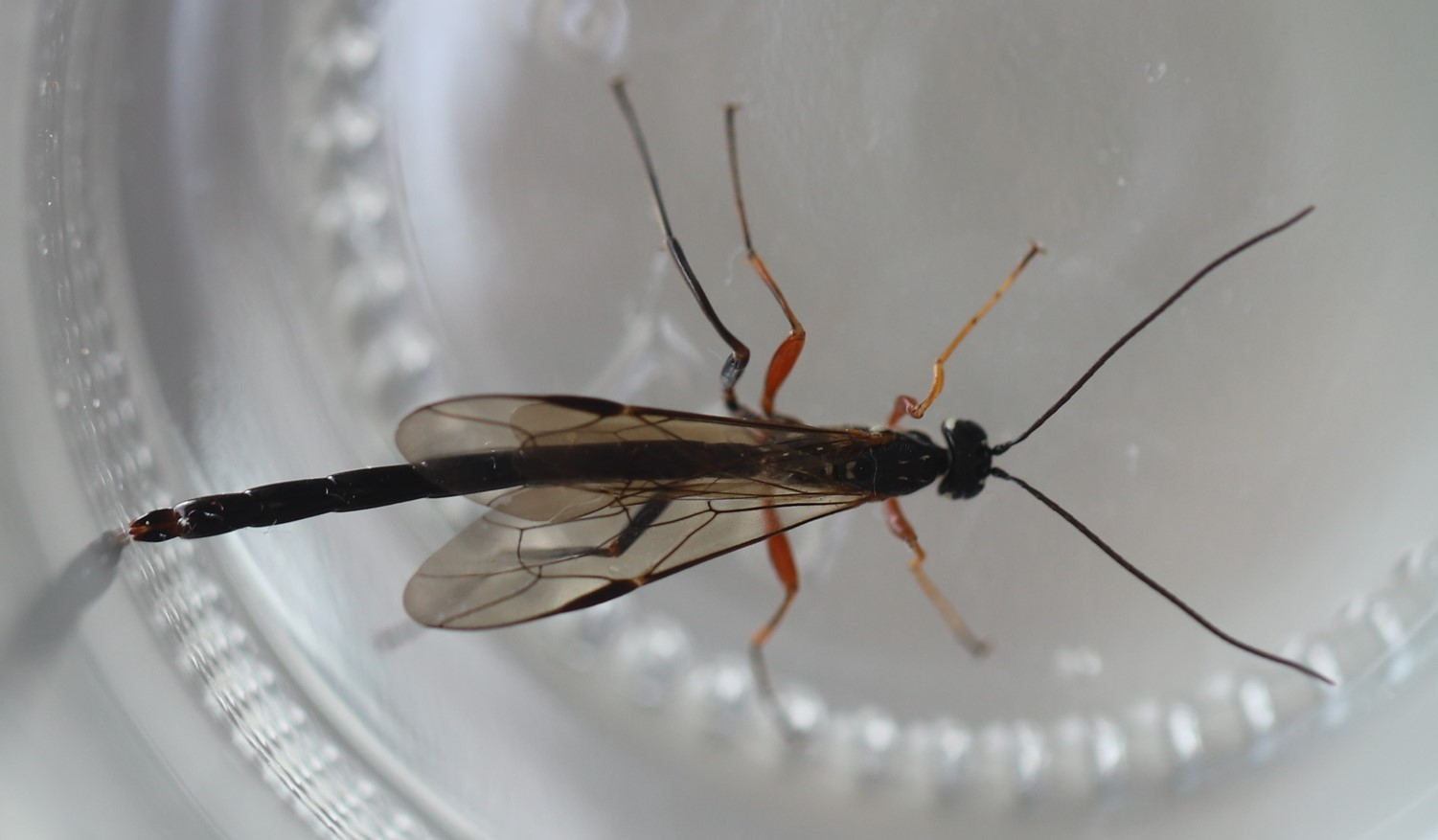
♂ Dorsalansicht, das Hinterleibsende gut erkennbar
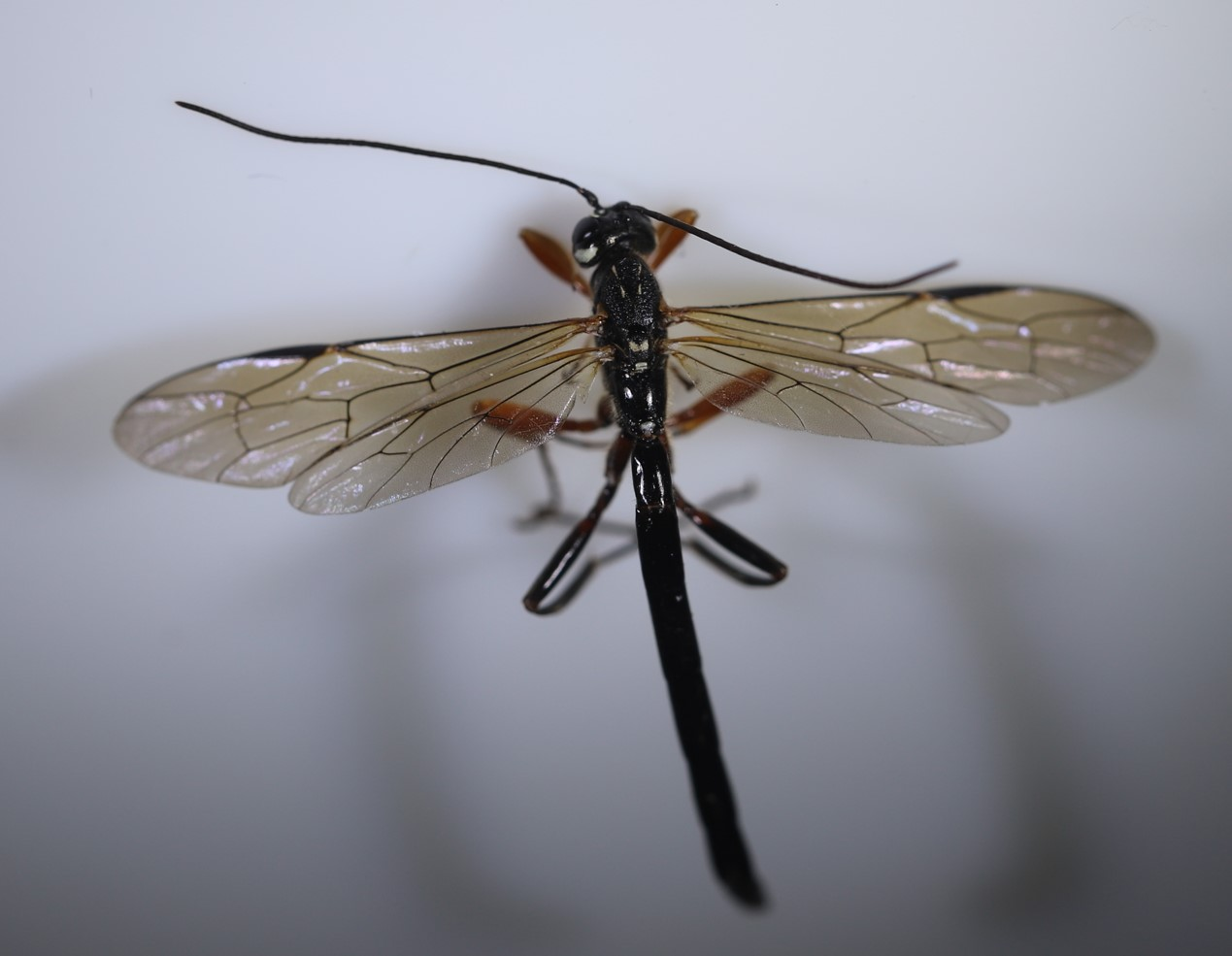
♂ Dorsalansicht
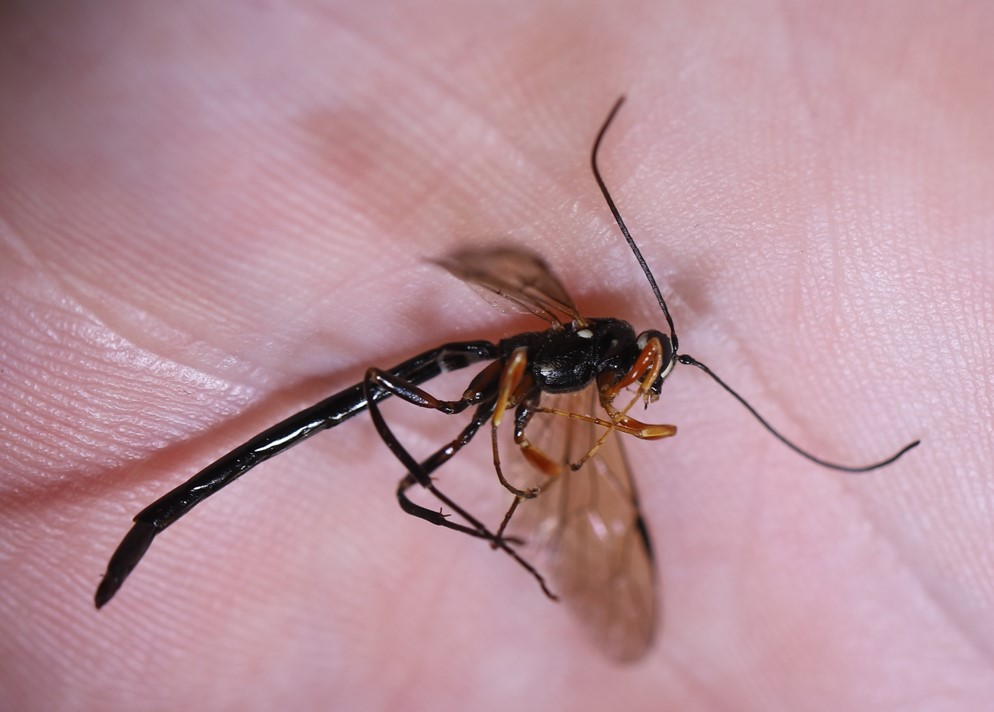
♂ Seitenansicht
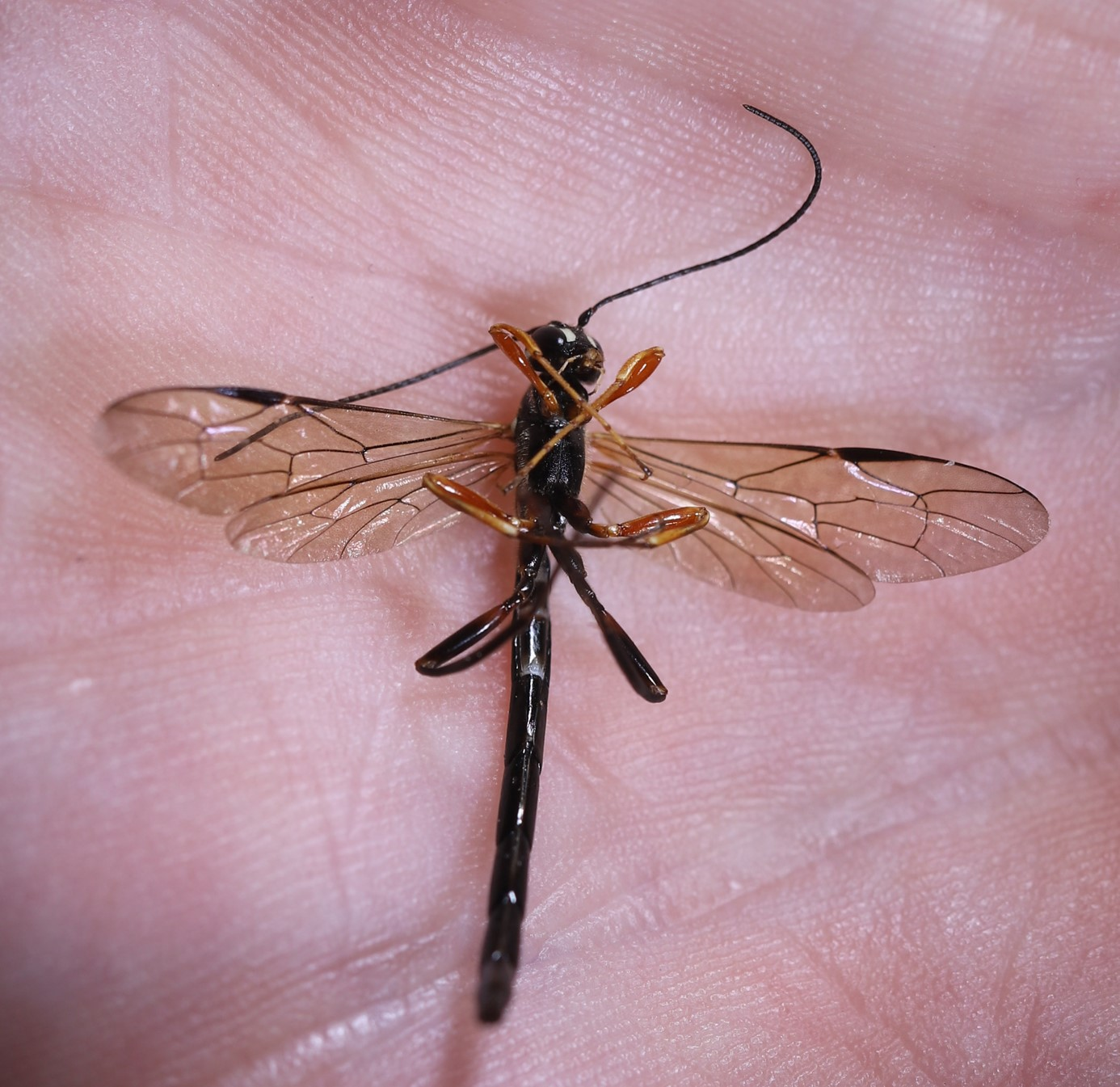
♂ Ventralansicht
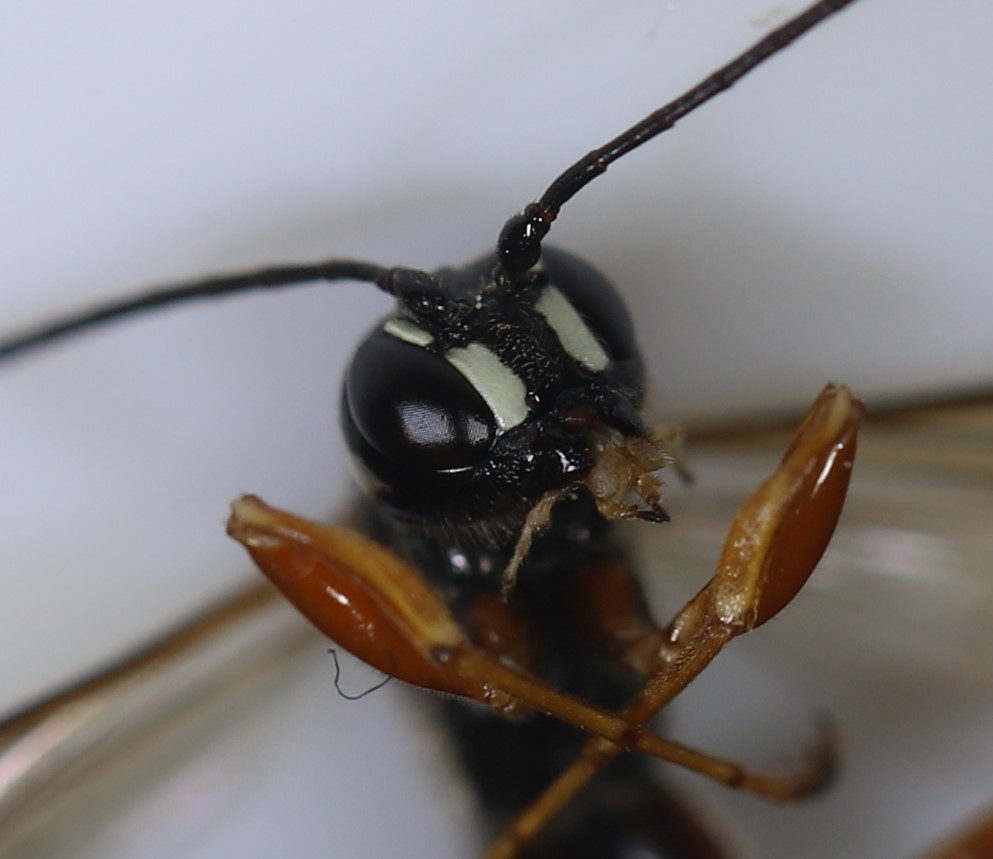
♂ Gesicht
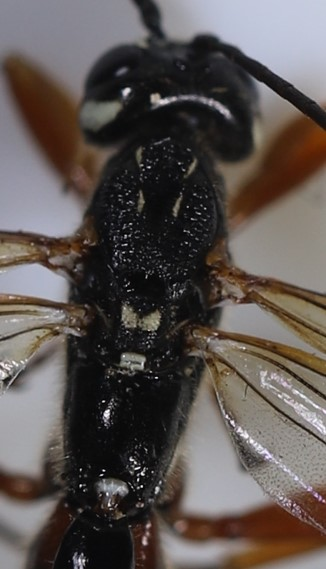
♂ Thorax-Zeichnung
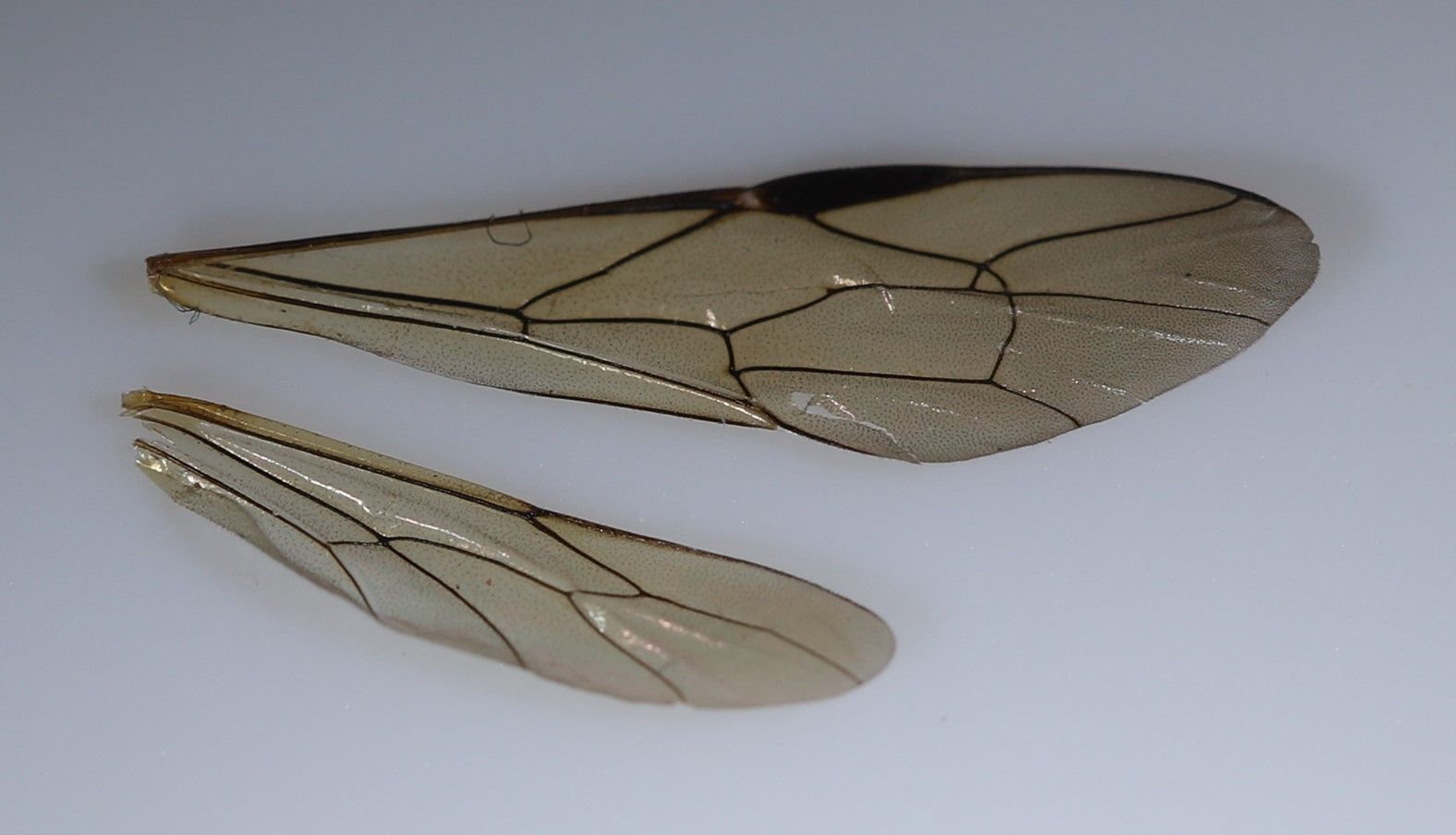
♂ Flügel

### Weibchen

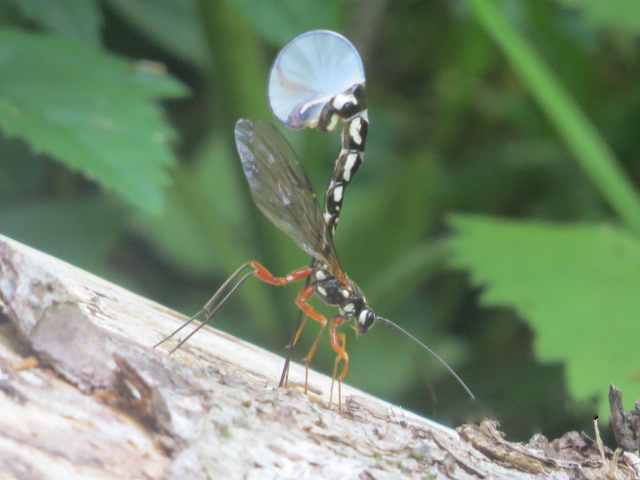
♀ bei der Eiablage
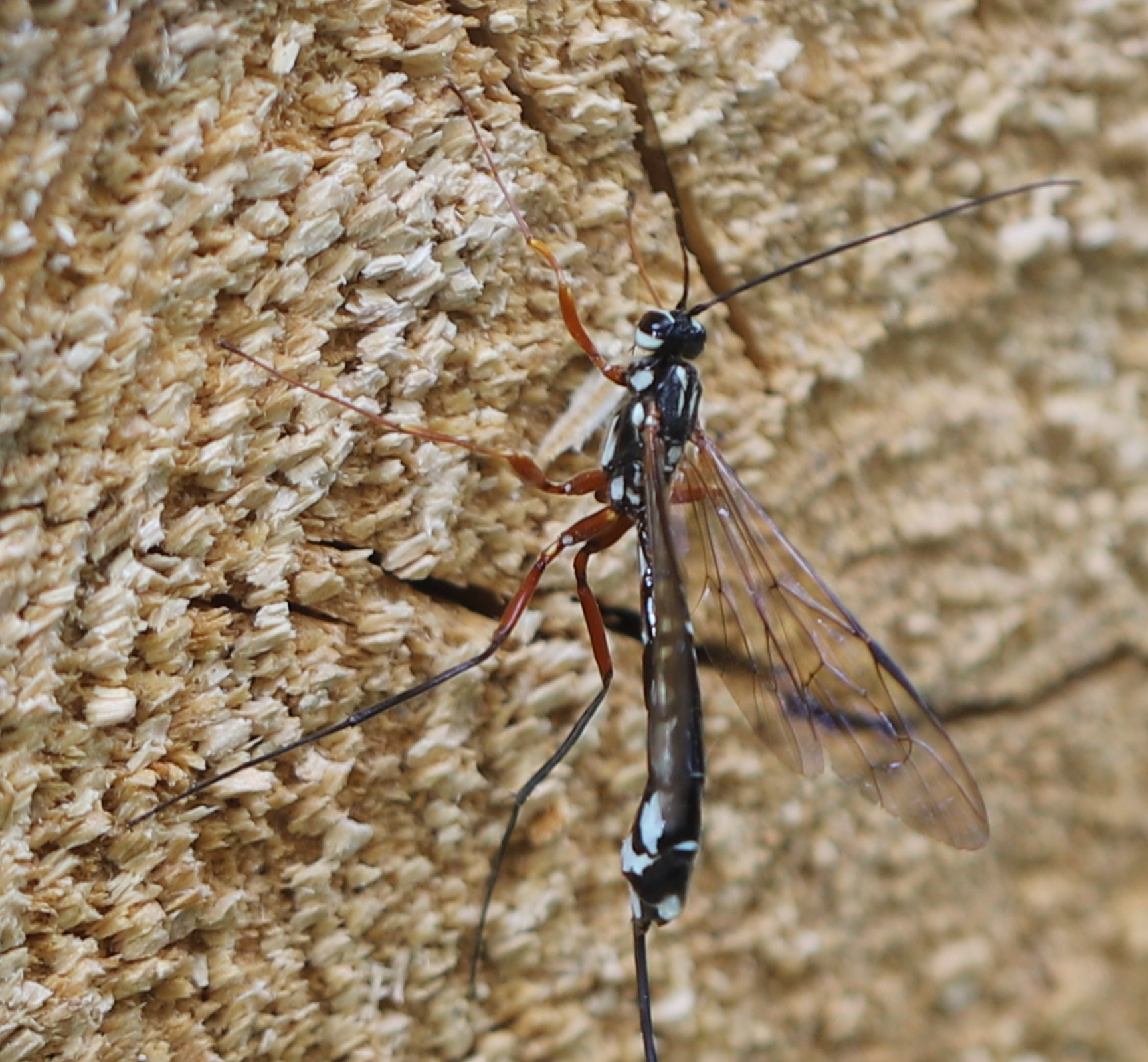
♀
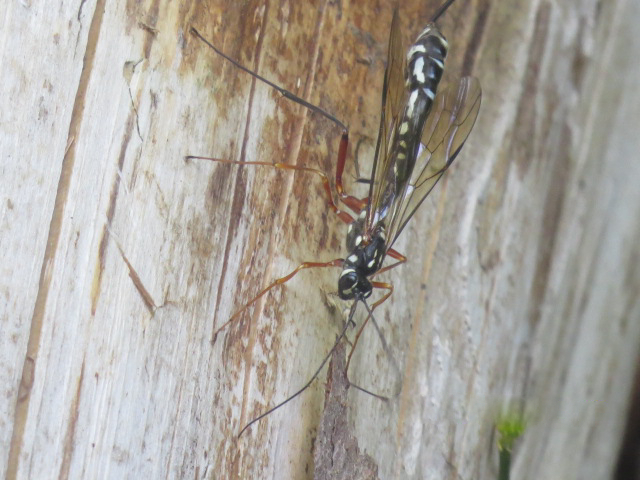
♀
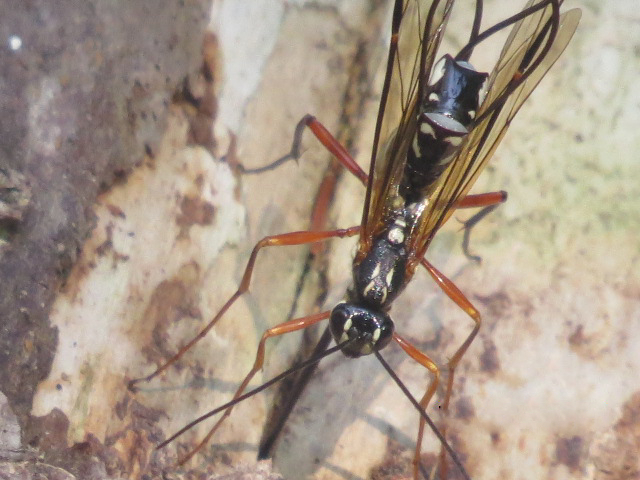
♀ Thorax-Zeichnung